# (5284) Orsilocus
(5284) Orsilocus ist ein Asteroid aus der Gruppe der Jupiter-Trojaner. Damit werden Asteroiden bezeichnet, die auf den Lagrange-Punkten auf der Bahn des Jupiter um die Sonne laufen.
(5284) Orsilocus wurde am 1. Februar 1989 von den US-amerikanischen Astronomen Carolyn und Eugene Shoemaker am Palomar-Observatorium entdeckt. Er ist dem Lagrangepunkt L4 zugeordnet.
Der Asteroid ist nach der mythologischen Figur des Orsilocus benannt, einem der Zwillingssöhne des Diokles, der im Kampf vor Troja von Aeneas getötet wurde. Nach seinem Zwillingsbruder wurde der Jupiter-Trojaner (5285) Krethon benannt.